# Ibn Abi al-Dunya
 (décembre 2021).
La mise en forme du texte ne suit pas les recommandations de Wikipédia : il faut le « wikifier ».
Les points d'amélioration suivants sont les cas les plus fréquents. Le détail des points à revoir est peut-être précisé sur la page de discussion.
- Les titres sont pré-formatés par le logiciel. Ils ne sont ni en capitales, ni en gras.
- Le texte ne doit pas être écrit en capitales (les noms de famille non plus), ni en gras, ni en italique, ni en « petit »…
- Le gras n'est utilisé que pour surligner le titre de l'article dans l'introduction, une seule fois.
- L'italique est rarement utilisé : mots en langue étrangère, titres d'œuvres, noms de bateaux, etc.
- Les citations ne sont pas en italique mais en corps de texte normal. Elles sont entourées par des guillemets français : « et ».
- Les listes à puces sont à éviter, des paragraphes rédigés étant largement préférés. Les tableaux sont à réserver à la présentation de données structurées (résultats, etc.).
- Les appels de note de bas de page (petits chiffres en exposant, introduits par l'outil «  Source ») sont à placer entre la fin de phrase et le point final[comme ça].
- Les liens internes (vers d'autres articles de Wikipédia) sont à choisir avec parcimonie. Créez des liens vers des articles approfondissant le sujet. Les termes génériques sans rapport avec le sujet sont à éviter, ainsi que les répétitions de liens vers un même terme.
- Les liens externes sont à placer uniquement dans une section « Liens externes », à la fin de l'article. Ces liens sont à choisir avec parcimonie suivant les règles définies. Si un lien sert de source à l'article, son insertion dans le texte est à faire par les notes de bas de page.
- La présentation des références doit suivre les conventions bibliographiques. Il est recommandé d'utiliser les modèles {{Ouvrage}}, {{Chapitre}}, {{Article}}, {{Lien web}} et/ou {{Bibliographie}}. Le mode d'édition visuel peut mettre en forme automatiquement les références.
- Insérer une infobox (cadre d'informations à droite) n'est pas obligatoire pour parachever la mise en page.

Pour une aide détaillée, merci de consulter Aide:Wikification.
Si vous pensez que ces points ont été résolus, vous pouvez retirer ce bandeau et améliorer la mise en forme d'un autre article.
Abdullah ibn Muhammad ibn Ubaid ibn sufyan ibn Abi al-Dunya, Abu bakar, Baghdadi, connu sous son épithète d'Ibn Abi al-Dunya (AH 207/8-281, 823-894 CE) était un érudit musulman, Au cours de sa vie, il a été tuteur des califes abbassides al-Mu'tadid (861-902) et de son fils, al-Muktafi (878-908).
Le traité de musique d'Ibn Abi al-Dunya, Dhamm al-malālī ("Condamnation des malāhī "), est considéré par Amnon Shiloah (1924-2014) comme la première attaque systématique contre la musique issue de l'érudition islamique, devenant "un modèle pour tous les textes ultérieurs sur le sujet ». Sa compréhension du malāhī, comme constituant non seulement des « instruments de diversion » mais aussi des musiques interdites et à des fins d'amusement uniquement, était une interprétation qui « guida tous les auteurs ultérieurs qui traitèrent de la question de la légalité de la musique ».

## Travaux
- Un Maqtal al-Husayn racontant l'histoire de la bataille de Karbala
- "Al-sabq wa al-ramī" sur l'Art de la Furusiyya, sorte de jeu martial de la chevalerie
- Dhamm al-malālī - Un essai de forte opposition à la musique.
- Kitab al Manam [4]
- Sifat al-nar, parle du feu de l'enfer et des punitions auxquelles les incroyants et les pécheurs seront confrontés.

## Voir également
- Âge d'or islamique
- Califat abbasside
- musique islamique